# Infobase
Infobase — американський видавець баз даних, довідників і підручників, орієнтованих на північноамериканські ринки бібліотек, середніх шкіл і навчальних програм університетського рівня. Infobase має низку відомих видавництв, серед яких Facts On File, Films for the Humanities & Sciences, Cambridge Educational, Ferguson Publishing, Vault Law та Chelsea House (яке також є видавництвом серії спеціальних колекцій «Bloom's Literary Criticism» під керівництвом літературознавця Гарольда Блума).

## Історія
Видавництво Facts On File видає книги з 1941 року. Він належав CCH з 1965 по 1993 рік. Видавництво публікує загальну довідкову та галузеву літературу. У 2003 році Facts On File придбала видавництво Ferguson Publishing, яке спеціалізується на працях з професійної освіти.
Видавництво Chelsea House було засноване у 1966 році. Вона відома багатотомними довідковими виданнями.
Приватна інвестиційна компанія Veronis Suhler Stevenson придбала Facts on File та Chelsea House у 2005 році. Infobase придбала Films for the Humanities & Sciences у 2007 році та World Almanac у 2009 році. Infobase придбала Learn360 у 2012 році. У 2017 році Infobase придбала поурочні плани The Mailbox та журнал Learning. Вероніс Сулер Стівенсон продала Infobase іншій фірмі прямих інвестицій, Centre Lane Partners, у 2018 році.
Infobase придбала Credo Reference у 2018 році. У 2020 році World Almanac було продано видавництву SkyHorse Publishing. Infobase придбала кар'єрний сайт Firsthand (включаючи Vault.com) у 2021 році. Infobase придбала Omnigraphics у 2022 році.

## Видавництва
- Facts On File
- Films for the Humanities & Sciences
- Cambridge Educational
- Chelsea House Publishing
- Bloom's Literary Criticism
- Ferguson Publishing